# Зуев, Илья Константинович
Илья́ Константи́нович Зу́ев (25 января 1994, Санкт-Петербург, Россия) — российский футболист, защитник клуба «Волгарь». Мастер спорта России (2024).

## Биография

### Клубная карьера
Родился в 1994 году в Санкт-Петербурге. Заниматься футболом начал в школе местного «Локомотива» под руководством Ивана Евгеньевича Шабарова. Позже Шабаров перешёл на работу в «Смену» и взял с собой нескольких игроков, включая Илью Зуева.
14 июля 2012 года впервые был включён в заявку «Зенита» на матч за Суперкубок России против казанского «Рубина», в котором «Зенит» уступил со счётом 0:2. В дальнейшем неоднократно попадал в заявку команды на матчи чемпионата России и Кубка России, Лиги Европы и Лиги чемпионов УЕФА, но в итоге так и не сыграл за основной состав «Зенита» ни одного матча. В начале 2013 года был отдан в аренду в «Томь», однако из-за проблем со здоровьем не играл за команду. Дебютировал на профессиональном уровне в составе клуба «Зенит-2», который с сезона 2013/14 был заявлен для участия в первенстве ПФЛ. По итогам сезона 2014/15 «Зенит-2» занял второе место в зоне ПФЛ «Запад» и решением исполкома РФС получил повышение в ФНЛ. В составе фарм-клуба «Зенита» Зуев провёл пять полноценных сезонов и сыграл 151 матч (забил 20 голов). В августе 2018 года контракт с игроком был расторгнут по обоюдному согласию.
В сентябре того же года присоединился к клубу ПФЛ «Урожай», за который провёл 6 матчей. Летом 2019 года подписал контракт с клубом ФНЛ «Нижний Новгород».

### Карьера в сборной
Был игроком сборных России до 17 и до 19 лет. С 2012 по 2016 год выступал за молодёжную сборную страны, в составе которой сыграл 36 матчей и забил 2 гола. Вместе со сборной стал победителем Кубка Содружества 2013 и финалистом Кубка Содружества 2014. Был капитаном команды в отборочном турнире молодёжного чемпионата Европы 2017, который Россия пройти не смогла.
В 2013 году был участником летней Универсиады в Казани. На турнире принял участие в 4 матчах и занял со сборной четвёртое место.

## Достижения
Россия (21)
- Победитель Кубка Содружества: 2013
- Финалист Кубка Содружества: 2014

Акрон (Тольятти)
- Финалист Пути регионов Кубка России (1-й этап): 2022/23

## Личная жизнь
Жена Анна. 14 октября 2015 года родился сын Егор. В 2020 году родилась дочь Алеся.